# La casa degli spiriti (film 1993)
La casa degli spiriti (The House of the Spirits) è un film del 1993 scritto e diretto da Bille August, tratto dall'omonimo romanzo di Isabel Allende.

## Trama
La narrazione si concentra sulle vicende della famiglia alto borghese cilena dei Trueba, il cui capostipite Esteban è un proprietario terriero che ha costruito la sua fortuna sul proprio duro lavoro e sullo sfruttamento dei mezzadri. La sua storia va dagli anni venti al colpo di Stato del 1973 (con cui sarebbe salito al potere Pinochet) e risulta segnata dalla sua feroce e spietata determinazione sia nella gestione della hacienda sia della sua famiglia e dei suoi quattro amori: la moglie, la sorella, la figlia, la nipote.
Esteban sposa Clara del Valle, sorella minore della sua prima fidanzata Rosa (avvelenata per errore al posto del padre) e dotata del potere della chiaroveggenza. Il rapporto tra i coniugi è ostacolato dalla gelosia di Esteban nei confronti della sorella Férula, che ha un affetto quasi morboso nei confronti della cognata, unica persona dalla quale abbia ricevuto affetto. Quando scopre Blanca, la figlia, ad amoreggiare con il suo compagno di giochi, Pedro Terzo García, figlio dell'amministratore Segundo García e portatore di idee comuniste, Trueba caccia il giovane. Nonostante la separazione forzata, i due innamorati non si dimenticano.
La loro figlia, Alba, sarà l'unico sprazzo di umanità per il rude nonno, diventato nel frattempo senatore nel partito conservatore per alti meriti. La bambina, dopo la morte di Clara e i rapporti difficili con Blanca, addolcirà l'aspra solitudine del nonno. Il dispotico protagonista in uno dei suoi truci scatti d'ira aveva, infatti, cacciato di casa la sorella, Férula e questa lo aveva maledetto augurandogli di morire solo e abbandonato.
Durante il golpe di Pinochet, Blanca viene arrestata dalla polizia militare per via del suo legame con Pedro Terzo In carcere subisce la vendetta del fratellastro, nato da una contadina violentata da Esteban prima di sposarsi e arruolatosi tra i militari del golpe, che la stupra e la sottopone ad atroci torture. Trueba riesce infine a ottenere la scarcerazione della figlia. Blanca, Alba e il vecchio Trueba tornano a visitare la hacienda in cui hanno vissuto per anni. Qui a Esteban, in punto di morte, appare Clara per portarlo nel mondo degli spiriti. Blanca, in attesa di raggiungere Pedro Terzo, fuggito in Canada grazie all'aiuto di Trueba, riflette su quanto accaduto e sulla sua esistenza.

## Accoglienza

### Critica
Il film ottiene critiche sia negative sia positive: molto apprezzate sono le performance degli attori, in particolare quella di Glenn Close, mentre alcuni critici indicano come aspetto negativo una sceneggiatura debole. Il film è comunque un successo di pubblico e ottiene buone votazioni su vari siti di recensioni: 3,5/5 stelle da parte del pubblico su MYmovies, 6,9/10 su IMDb e 72% su Rotten Tomatoes.

## Riconoscimenti
- 1994 – Premio Robert
  - Miglior film
  - Candidatura Miglior sonoro
- 1994 - Havana Film Festival
  - Miglior film